# 닥터 제이슨
《닥터 제이슨》(영어: Do No Harm)은 2013년 NBC에서 방영된 드라마이다. 로버트 루이스 스티븐슨의 소설 《지킬 박사와 하이드 씨》를 현대적으로 각색하였다.